# Midi 51–95
Die Schnellzuglokomotiven mit den Nummern 51 bis 95 der früheren französischen Eisenbahngesellschaft Compagnie des chemins de fer du Midi (Midi) wurden zwischen 1878 und 1882 gebaut.

## Geschichte
Diese Baureihe wurde von M. Millet, dem damaligen Chefingenieur der Midi, entworfen. Als Grundlage dienten ihm dafür die ab 1866 von der belgischen Lokomotivfabrik Marcinelle & Couillet für die Grand Central Belge gebauten Lokomotiven vom Type Urban, die dort sehr erfolgreich vor Personenzügen eingesetzt wurden.
1878 entstanden die Lokomotiven Nummer 51 und 52 in den bahneigenen Werkstätten in Bordeaux. Eine der beiden Lokomotiven wurde auf der Weltausstellung 1878 in Paris ausgestellt. 23 weitere Exemplare wurden 1880 bei Schneider-Creusot gebaut und 20 Maschinen wurden 1882 von Neilson & Company in Glasgow geliefert. Bei diesen beiden Serien waren Führerstand und Pufferbohle um jeweils 10 cm kürzer als bei den ersten beiden Lokomotiven. 1892 wurden alle Exemplare mit Westinghouse-Bremsen ausgerüstet. Bei der Lokomotive Nr. 74 wurden zwischen 1921 und 1923 die Heizrohre erneuert.
1919 existierten noch alle 45 Maschinen, 1924 noch 31. Die letzten wurden 1929 außer Dienst gestellt und verschrottet.